# Lipki (województwo opolskie)
Lipki – wieś w Polsce położona w województwie opolskim, w powiecie brzeskim, w gminie Skarbimierz.

## Nazwa
Obecna nazwa miejscowości odnosi się do flory występującej na jej terenie. Wzdłuż drogi prowadzącej przez wieś rosną bowiem stare lipy. Okoliczne wsie, jak np. Brzezina, Olszanka, Różyna czy Zielęcice, swoje nazwy również zawdzięczają bogatej florze.
Powojenne tłumaczenie nazwy wsi stanowi bezpośrednie spolszczenie późnego nazewnictwa niemieckiego (Linden): Linden-au – niwa lipowa, die Linde – lipa, zwei Linden – dwie lipy. W słowniku etymologicznym nazw geograficznych Śląska odnotowano następujące nazwy wsi, począwszy od XIV wieku: Ludnow (1335 r.), Lyndaw (1336 r.), Lindenaw (1360 r.), Linden (1743 r., 1783 r., 1845 r., 1941 r.) W spisie ludności wsi z 1946 r., który znajduje się w Archiwum Państwowym w Opolu, zarejestrowano jeszcze inną nazwę wsi — Ludnów. Ostatecznie nazwa Ludnów, zgodnie z prawidłowym tłumaczeniem niemieckiej nazwy Linden, jaka funkcjonowała przed II wojną światową, zamieniona została w 1947 r. na nazwę Lipki, która funkcjonuje do dzisiaj.

## Historia
Pierwsze wzmianki o miejscowości Lipki pochodzą z dokumentu datowanego na rok 1303. Dowiadujemy się z niego, że już wtedy stał tu kościół. Potwierdzenie jego istnienia w pierwszej połowie XIV wieku znajdziemy również w dokumencie pochodzącym z 1335 r. Tym razem dowiadujemy się, że poza Lipkami obiekty sakralne stały jeszcze w Brzezinie, Bierzowie, Czeskiej Wsi, Obórkach, Prędocinie i w Czepielowicach.
Lipki były wsią rycerską, zbudowaną na kształt owalnicy. Badania archeologiczne wykazały, że na Śląsku istniały już we wczesnym średniowieczu liczne osady słowiańskie, mające różne kształty. W niektórych wsiach zabudowania skupiały się wokół okrągłego placu wewnętrznego i przybierały kształt tzw. okolnicy, w innych grupowały się wokół placu owalnego (stąd właśnie nazwa owalnice), a w jeszcze innych ciągnęły się wzdłuż prostej drogi i dlatego zostały nazwane ulicówkami.
W owalnicach zabudowania grupowały się wokół owalnego placu. Na nim budowano zazwyczaj kościół, obok którego urządzano cmentarz, przetrzymywano bydło, owce, gęsi oraz ścielono len i konopie. Często środek wsi stanowił staw lub sadzawka.
Około roku 1400 ówczesna wieś Lindenau znalazła się na obszarze, który przez kilka następnych stuleci określano jako Weichbild, później Kreis Brieg, a w latach 1945–1975 jako powiat Brzeg. W 1551 roku tę dobrze uposażoną miejscowość nabył książę brzeski Jerzy II. W składzie dóbr książęcych wieś pozostawała do roku 1675. Po śmierci Jerzego IV Wilhelma, ostatniego śląskiego Piasta, Lipki razem z funkcjonującym tu folwarkiem książęcym włączone zostały do dóbr cesarskich i podporządkowane administracji brzeskiej. Urzędnicy reprezentujący cesarza rozliczali miejscową ludność z powinności feudalnych do roku 1741. 
Po przejęciu Śląska przez Prusy, struktura biurokratyczna uległa zmianie, a odległość do siedziby ówczesnej zwierzchności (a takowa mieściła się w Brzegu) obliczano na 1 milę pruską (7532,48 m).
Na początku lat 30. XX wieku wieś należała do brzeskiego okręgu sądowego i obwodu administracyjnego w Ratajach, a obowiązek rejestrowania ruchu ludności spoczywał na miejscowym burmistrzu i na funkcjonariuszu Urzędu Stanu Cywilnego w Brzezinie. Brzezina była również siedzibą obwodu policyjnego.
Po roku 1945 granica jednostki administracyjno-terytorialnej, w skład której wchodziło sołectwo Lipki, kilkakrotnie ulegała zmianie. W roku 1946 Lipki włączono do gminy wiejskiej Brzezina, której stały się siedzibą, w roku 1949 do gminy wiejskiej Brzeg, w roku 1954 do gromady Brzezina, a w roku 1959 do gromady Rataje. W 1972 r. Lipki znajdowały się w obrębie gminy Brzeg, od 1975 r. wchodziły zaś w skład struktury administracyjno-terytorialnej o nazwie miasto i gmina Brzeg, a po zmianie dokonanej w 1991 r. do gminy wiejskiej Brzeg. W roku 2002 siedzibę administracji przeniesiono do Skarbimierza, na teren poradzieckiego lotniska.

## Zabytki
Do wojewódzkiego rejestru zabytków wpisany jest:
- dom nr 91, z poł. XIX w.

## Współcześnie
We wsi funkcjonują: Klub Sportowy „Burza Lipki” (największy sukces: gra w 4 lidze opolskiej w sezonie 2005/06), prężnie funkcjonuje również Ochotnicza Straż Pożarna, która od roku 1997 należy do Krajowego Systemu Ratowniczo Gaśniczego. Ochotnicza Straż Pożarna w Lipkach ma także Sekcję Poszukiwawczo-Ratowniczą. Sekcja jako pierwsza i jedyna grupa na Opolszczyźnie ma certyfikowanego psa ratowniczego klasy 1 specjalności terenowej -  Buddy. Sekcja w 2015 roku wyjeżdżała alarmowo 66 razy.  We wsi znajdują się jeden sklep spożywczo-przemysłowy  i jeden kościół oraz plebania. We wsi funkcjonuje szkoła podstawowa, a także przedszkole.
Tutaj urodził się i wychował piosenkarz reggae – Kamil Bednarek, który popularność zdobył m.in. dzięki udziale w telewizyjnym show Mam Talent.